# Jakubowo (powiat wągrowiecki)
Jakubowo – wieś w Polsce, położona w województwie wielkopolskim, w powiecie wągrowieckim, w gminie Wągrowiec
Wieś leży nad rzeką Wełną. Wchodzi w skład sołectwa Runowo.
W latach 1975–1998 Jakubowo administracyjnie należało do województwa pilskiego.
Przed 2023 r. miejscowość była częścią wsi Runowo.
W 2000 r. w Jakubowie mieszkało 89 osób.
Dawniej wchodziła w skład dóbr siernickich. W 1881 r. we wsi było 13 domów, 106 mieszkańców (24 katolików, 82 ewangelików). Poczta i stacja były w Rogoźnie oddalonym o 5 km. W 1885 r. we wsi było 14 domów. Obszar wsi obejmował 600 mórg.
W 1921 r. Jakubowo było wsią włościańską. Mieszkały w niej 94 osoby, w 1926 r.- 91, w tym 31 Niemców. W 1999 r. we wsi było 6 gospodarstw i kilka domów. We wsi jest przystanek autobusowy. Szkołę zlikwidowano. Droga jest utwardzona. 